# Paroisses de Guernesey

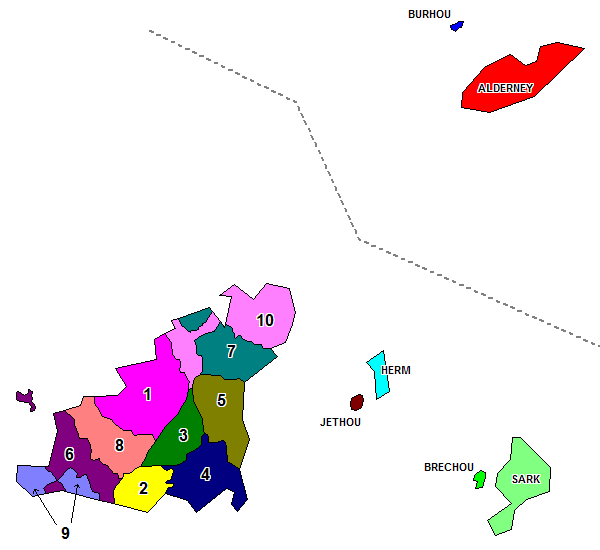
Carte de Guernesey présentant son découpage en paroisses.

Les paroisses sont les subdivisions territoriales de Guernesey.

## Caractéristiques
Guernesey est subdivisée en dix paroisses (en anglais : parishes, en guernesiais : paraesses).
Les paroisses de Sainte Anne sur Aurigny et de Saint-Pierre sur Sercq ne sont généralement pas comprises dans l'énumération des paroisses du bailliage (leur territoire étant confondu avec celui de leur île, elles n'ont pas de signification administrative).

## Liste
| Paroisse                    | Nom anglais       | Nom guernesiais   | Superficie (km2) | Population (2001) | Densité (hab./km2) |
| --------------------------- | ----------------- | ----------------- | ---------------- | ----------------- | ------------------ |
| Saint-André-de-la-Pommeraye | St Andrew         | Saint Andri       | +04,5            | +02 409,          | +0535,             |
| La Forêt                    | Forest            | La Fouarêt        | +04,1            | +01 549,          | +0378,             |
| Sainte-Marie-du-Câtel       | Castel            | Lé Casté          | +10,2            | +08 975,          | +0880,             |
| Saint-Martin-de-la-Bellouse | St Martin         | Saint Martin      | +07,3            | +06 267,          | +0858,             |
| Saint-Pierre-du-Bois        | St Pierre du Bois | Saint Pierre      | +06,3            | +02 188,          | +0347,             |
| Saint-Pierre-Port           | St Peter Port     | Saint Pierre Port | +06,7            | +16 488,          | +2 461,            |
| Saint-Samson                | St Sampson        | Saint Samsaon     | +06,             | +08 592,          | +1 432,            |
| Saint-Sauveur               | St Saviour        | Saint Sauveux     | +06,4            | +02 696,          | +0421,             |
| Torteval                    | Torteval          | Tortévas          | +03,1            | +00973,           | +0314,             |
| Le Valle                    | Vale              | Lé Vale           | +09,             | +09 573,          | +1 064,            |
| Total                       | Total             | Total             | +63,6            | +59 710,          | +0939,             |

## Structure
Chaque paroisse est administrée par une Douzaine. Les douzeniers sont élus pour un mandat de six ans, deux d'entre eux étant élu en novembre chaque année. Deux connétables élus exécutent les décisions de la Douzaine, servant entre un et trois ans.